# Lijst van olympische medaillewinnaars schansspringen
Schansspringen is een van de sporten die op de Olympische Winterspelen worden beoefend. Deze pagina geeft de lijst van olympische medaillewinnaars in deze sport.

## Mannen

### Normale schans
| Editie | Goud | Goud                  | Zilver | Zilver               | Brons | Brons                 |
| ------ | ---- | --------------------- | ------ | -------------------- | ----- | --------------------- |
| 1924   | NOR  | Jacob Tullin Thams    | NOR    | Narve Bonna          | USA   | Anders Haugen         |
| 1928   | NOR  | Alf Andersen          | NOR    | Sigmund Ruud         | TCH   | Rudolf Burkert        |
| 1932   | NOR  | Birger Ruud           | NOR    | Hans Beck            | NOR   | Kaare Wahlberg        |
| 1936   | NOR  | Birger Ruud           | SWE    | Sven Selånger        | NOR   | Reidar Andersen       |
| 1948   | NOR  | Petter Hugsted        | NOR    | Birger Ruud          | NOR   | Thorleif Schjelderup  |
| 1952   | NOR  | Arnfinn Bergmann      | NOR    | Torbjørn Falkanger   | SWE   | Karl Holmström        |
| 1956   | FIN  | Antti Hyvärinen       | FIN    | Aulis Kallakorpi     | EUA   | Harry Glaß            |
| 1960   | EUA  | Helmut Recknagel      | FIN    | Niilo Halonen        | AUT   | Otto Leodolter        |
| 1964   | FIN  | Veikko Kankkonen      | NOR    | Toralf Engan         | NOR   | Torgeir Brandtzæg     |
| 1968   | TCH  | Jiří Raška            | AUT    | Reinhold Bachler     | AUT   | Baldur Preiml         |
| 1972   | JPN  | Yukio Kasaya          | JPN    | Akitsugu Konno       | JPN   | Seiji Aochi           |
| 1976   | GDR  | Hans-Georg Aschenbach | GDR    | Jochen Danneberg     | AUT   | Karl Schnabl          |
| 1980   | AUT  | Anton Innauer         | JPN    | Hirokazu Yagi        |       |                       |
| 1980   | AUT  | Anton Innauer         | GDR    | Manfred Deckert      |       |                       |
| 1984   | GDR  | Jens Weißflog         | FIN    | Matti Nykänen        | FIN   | Jari Puikkonen        |
| 1988   | FIN  | Matti Nykänen         | TCH    | Pavel Ploc           | TCH   | Jiří Malec            |
| 1992   | AUT  | Ernst Vettori         | AUT    | Martin Höllwarth     | FIN   | Toni Nieminen         |
| 1994   | NOR  | Espen Bredesen        | NOR    | Lasse Ottesen        | GER   | Dieter Thoma          |
| 1998   | FIN  | Jani Soininen         | JPN    | Kazuyoshi Funaki     | AUT   | Andreas Widhölzl      |
| 2002   | SUI  | Simon Ammann          | GER    | Sven Hannawald       | POL   | Adam Małysz           |
| 2006   | NOR  | Lars Bystøl           | FIN    | Matti Hautamäki      | NOR   | Roar Ljøkelsøy        |
| 2010   | SUI  | Simon Ammann          | POL    | Adam Małysz          | AUT   | Gregor Schlierenzauer |
| 2014   | POL  | Kamil Stoch           | SLO    | Peter Prevc          | NOR   | Anders Bardal         |
| 2018   | GER  | Andreas Wellinger     | NOR    | Johann André Forfang | NOR   | Robert Johansson      |
| 2022   | JPN  | Ryōyū Kobayashi       | AUT    | Manuel Fettner       | POL   | Dawid Kubacki         |

| Land   | Goud | Zilver | Brons | Tot. |
| ------ | ---- | ------ | ----- | ---- |
| NOR    | 8    | 8      | 7     | 23   |
| FIN    | 4    | 4      | 2     | 10   |
| JPN    | 2    | 3      | 1     | 6    |
| AUT    | 2    | 2      | 5     | 9    |
| GDR    | 2    | 2      | 0     | 4    |
| SUI    | 2    | 0      | 0     | 2    |
| POL    | 1    | 2      | 2     | 5    |
| GER    | 1    | 1      | 1     | 3    |
| TCH    | 1    | 1      | 2     | 4    |
| EUA    | 1    | 0      | 1     | 2    |
| SWE    | 0    | 1      | 1     | 2    |
| SLO    | 0    | 1      | 0     | 1    |
| USA    | 0    | 0      | 1     | 1    |
| Totaal | 24   | 24     | 24    | 72   |

Meervoudige medaillewinnaars
| Succesvolste                                             | Meervoudige       |
| -------------------------------------------------------- | ----------------- |
| 2-1-0 Birger Ruud 2-0-0 Simon Ammann 1-1-0 Matti Nykänen | 0-1-1 Adam Małysz |

### Grote schans
| Editie | Goud | Goud                | Zilver | Zilver            | Brons | Brons                 |
| ------ | ---- | ------------------- | ------ | ----------------- | ----- | --------------------- |
| 1964   | NOR  | Toralf Engan        | FIN    | Veikko Kankkonen  | NOR   | Torgeir Brandtzæg     |
| 1968   | URS  | Vladimir Belo-oesov | TCH    | Jiří Raška        | NOR   | Lars Grini            |
| 1972   | POL  | Wojciech Fortuna    | SUI    | Walter Steiner    | GDR   | Rainer Schmidt        |
| 1976   | AUT  | Karl Schnabl        | AUT    | Anton Innauer     | GDR   | Henry Glaß            |
| 1980   | FIN  | Jouko Törmänen      | AUT    | Hubert Neuper     | FIN   | Jari Puikkonen        |
| 1984   | FIN  | Matti Nykänen       | GDR    | Jens Weißflog     | TCH   | Pavel Ploc            |
| 1988   | FIN  | Matti Nykänen       | NOR    | Erik Johnsen      | YUG   | Matjaž Debelak        |
| 1992   | FIN  | Toni Nieminen       | AUT    | Martin Höllwarth  | AUT   | Heinz Kuttin          |
| 1994   | GER  | Jens Weißflog       | NOR    | Espen Bredesen    | AUT   | Andreas Goldberger    |
| 1998   | JPN  | Kazuyoshi Funaki    | FIN    | Jani Soininen     | JPN   | Masahiko Harada       |
| 2002   | SUI  | Simon Ammann        | POL    | Adam Małysz       | FIN   | Matti Hautamäki       |
| 2006   | AUT  | Thomas Morgenstern  | AUT    | Andreas Kofler    | NOR   | Lars Bystøl           |
| 2010   | SUI  | Simon Ammann        | POL    | Adam Małysz       | AUT   | Gregor Schlierenzauer |
| 2014   | POL  | Kamil Stoch         | JPN    | Noriaki Kasai     | SLO   | Peter Prevc           |
| 2018   | POL  | Kamil Stoch         | GER    | Andreas Wellinger | NOR   | Robert Johansson      |
| 2022   | NOR  | Marius Lindvik      | JPN    | Ryōyū Kobayashi   | GER   | Karl Geiger           |

| Land   | Goud | Zilver | Brons | Tot. |
| ------ | ---- | ------ | ----- | ---- |
| FIN    | 4    | 2      | 2     | 8    |
| POL    | 3    | 2      | 0     | 5    |
| AUT    | 2    | 4      | 3     | 9    |
| NOR    | 2    | 2      | 4     | 8    |
| SUI    | 2    | 1      | 0     | 3    |
| JPN    | 1    | 2      | 1     | 4    |
| GER    | 1    | 1      | 1     | 3    |
| URS    | 1    | 0      | 0     | 1    |
| GDR    | 0    | 1      | 2     | 3    |
| TCH    | 0    | 1      | 1     | 2    |
| SLO    | 0    | 0      | 1     | 1    |
| YUG    | 0    | 0      | 1     | 1    |
| Totaal | 16   | 16     | 16    | 48   |

Meervoudige medaillewinnaars
| Succesvolste                                                                   | Meervoudige       |
| ------------------------------------------------------------------------------ | ----------------- |
| 2-0-0 Matti Nykänen 2-0-0 Simon Ammann 2-0-0 Kamil Stoch 1-1-0 / Jens Weißflog | 0-2-0 Adam Małysz |

### Landenwedstrijd
Grote schans
| Editie | Goud | Goud                                                                      | Zilver | Zilver                                                                   | Brons | Brons                                                                        |
| ------ | ---- | ------------------------------------------------------------------------- | ------ | ------------------------------------------------------------------------ | ----- | ---------------------------------------------------------------------------- |
| 1988   | FIN  | Ari-Pekka Nikkola Matti Nykänen Jari Puikkonen Tuomo Ylipulli             | YUG    | Matjaž Debelak Miran Tepeš Primož Ulaga Matjaž Zupan                     | NOR   | Christian Eidhammer Ole Gunnar Fidjestøl Erik Johnsen Jon Inge Kjørum        |
| 1992   | FIN  | Risto Laakkonen Mika Laitinen Toni Nieminen Ari-Pekka Nikkola             | AUT    | Andreas Felder Martin Höllwarth Heinz Kuttin Ernst Vettori               | TCH   | Tomáš Goder František Jež Jiří Parma Jaroslav Sakala                         |
| 1994   | GER  | Christof Duffner Hansjörg Jäkle Dieter Thoma Jens Weißflog                | JPN    | Masahiko Harada Noriaki Kasai Jin’ya Nishikata Takanobu Okabe            | AUT   | Andreas Goldberger Stefan Horngacher Heinz Kuttin Christian Moser            |
| 1998   | JPN  | Kazuyoshi Funaki Masahiko Harada Takanobu Okabe Hiroya Saito              | GER    | Sven Hannawald Hansjörg Jäkle Martin Schmitt Dieter Thoma                | AUT   | Martin Höllwarth Stefan Horngacher Reinhard Schwarzenberger Andreas Widhölzl |
| 2002   | GER  | Sven Hannawald Stephan Hocke Martin Schmitt Michael Uhrmann               | FIN    | Janne Ahonen Matti Hautamäki Risto Jussilainen Veli-Matti Lindström      | SLO   | Damjan Fras Robert Kranjec Primož Peterka Peter Žonta                        |
| 2006   | AUT  | Andreas Kofler Martin Koch Thomas Morgenstern Andreas Widhölzl            | FIN    | Janne Ahonen Janne Happonen Matti Hautamäki Tami Kiuru                   | NOR   | Lars Bystøl Tommy Ingebrigtsen Roar Ljøkelsøy Bjørn Einar Romøren            |
| 2010   | AUT  | Andreas Kofler Wolfgang Loitzl Thomas Morgenstern Gregor Schlierenzauer   | GER    | Michael Neumayer Martin Schmitt Michael Uhrmann Andreas Wank             | NOR   | Anders Bardal Johan Remen Evensen Tom Hilde Anders Jacobsen                  |
| 2014   | GER  | Severin Freund Marinus Kraus Andreas Wank Andreas Wellinger               | AUT    | Thomas Diethart Michael Hayböck Thomas Morgenstern Gregor Schlierenzauer | JPN   | Daiki Ito Noriaki Kasai Reruhi Shimizu Taku Takeuchi                         |
| 2018   | NOR  | Daniel-André Tande Andreas Stjernen Johann André Forfang Robert Johansson | GER    | Karl Geiger Stephan Leyhe Richard Freitag Andreas Wellinger              | POL   | Maciej Kot Stefan Hula Dawid Kubacki Kamil Stoch                             |
| 2022   | AUT  | Stefan Kraft Daniel Huber Jan Hörl Manuel Fettner                         | SLO    | Lovro Kos Cene Prevc Timi Zajc Peter Prevc                               | GER   | Constantin Schmid Stephan Leyhe Markus Eisenbichler Karl Geiger              |

| Land   | Goud | Zilver | Brons | Tot. |
| ------ | ---- | ------ | ----- | ---- |
| GER    | 3    | 3      | 1     | 7    |
| AUT    | 3    | 2      | 2     | 7    |
| FIN    | 2    | 2      | 0     | 4    |
| NOR    | 1    | 0      | 3     | 4    |
| JPN    | 1    | 1      | 1     | 3    |
| SLO    | 0    | 1      | 1     | 2    |
| YUG    | 0    | 1      | 0     | 1    |
| POL    | 0    | 0      | 1     | 1    |
| TCH    | 0    | 0      | 1     | 1    |
| Totaal | 9    | 9      | 9     | 27   |

Meervoudige medaillewinnaars
| Succesvolste | Meervoudige |
| --- | --- |
| 2-1-0 Thomas Morgenstern 2-0-0 Ari-Pekka Nikkola 2-0-0 Andreas Kofler 1-2-0 Martin Schmitt 1-1-0 Hansjörg Jäkle 1-1-0 Dieter Thoma 1-1-0 Masahiko Harada 1-1-0 Takanobu Okabe 1-1-0 Sven Hannawald 1-1-0 Michael Uhrmann 1-1-0 Andreas Wank 1-1-0 Gregor Schlierenzauer 1-1-0 Andreas Wellinger 1-0-1 Andreas Widhölzl | 0-2-0 Janne Ahonen 0-2-0 Matti Hautamäki 0-1-1 Heinz Kuttin 0-1-1 Martin Höllwarth 0-1-1 Karl Geiger 0-1-1 Stephan Leyhe 0-0-2 Stefan Horngacher |

## Vrouwen

### Normale schans
| Editie | Goud | Goud         | Zilver | Zilver                 | Brons | Brons          |
| ------ | ---- | ------------ | ------ | ---------------------- | ----- | -------------- |
| 2014   | GER  | Carina Vogt  | AUT    | Daniela Iraschko-Stolz | FRA   | Coline Mattel  |
| 2018   | NOR  | Maren Lundby | GER    | Katharina Althaus      | JPN   | Sara Takanashi |
| 2022   | SLO  | Urša Bogataj | GER    | Katharina Althaus      | SLO   | Nika Križnar   |

| Land   | Goud | Zilver | Brons | Tot. |
| ------ | ---- | ------ | ----- | ---- |
| GER    | 1    | 2      | 0     | 3    |
| SLO    | 1    | 0      | 1     | 2    |
| NOR    | 1    | 0      | 0     | 1    |
| AUT    | 0    | 1      | 0     | 1    |
| FRA    | 0    | 0      | 1     | 1    |
| JPN    | 0    | 0      | 1     | 1    |
| Totaal | 3    | 3      | 3     | 9    |

Meervoudige medaillewinnaars
| Succesvolste | Meervoudige             |
| ------------ | ----------------------- |
|              | 0-2-0 Katharina Althaus |

## Gemengd

### Landenwedstrijd
Normale schans
| Editie | Goud | Goud                                            | Zilver | Zilver                                                        | Brons | Brons                                                                  |
| ------ | ---- | ----------------------------------------------- | ------ | ------------------------------------------------------------- | ----- | ---------------------------------------------------------------------- |
| 2022   | SLO  | Nika Križnar Timi Zajc Urša Bogataj Peter Prevc | ROC    | Irma Machinja Danil Sadrejev Irina Avvakoemova Jevgeni Klimov | CAN   | Alexandria Loutitt Matthew Soukup Abigail Strate Mackenzie Boyd-Clowes |

| Land | Goud | Zilver | Brons | Tot. |
| ---- | ---- | ------ | ----- | ---- |
| GER  | 1    | 0      | 0     | 1    |
| ROC  | 0    | 1      | 0     | 1    |
| CAN  | 0    | 0      | 1     | 1    |

## Clean sweeps
In onderstaand overzicht staan alle onderdelen waarop een land het volledige podium in beslag nam.
| Spelen | Onderdeel          | NOC | Goud           | Zilver         | Brons                |
| ------ | ------------------ | --- | -------------- | -------------- | -------------------- |
| 1932   | Normale schans (m) | NOR | Birger Ruud    | Hans Beck      | Kaare Wahlberg       |
| 1948   | Normale schans (m) | NOR | Petter Hugsted | Birger Ruud    | Thorleif Schjelderup |
| 1972   | Normale schans (m) | JPN | Yukio Kasaya   | Akitsugu Konno | Seiji Aochi          |

Chamonix 1924 · 
St. Moritz 1928 · 
Lake Placid 1932 · 
Garmisch-Partenkirchen 1936 · 
St. Moritz 1948 · 
Oslo 1952 · 
Cortina d'Ampezzo 1956 · 
Squaw Valley 1960 · 
Innsbruck 1964 · 
Grenoble 1968 · 
Sapporo 1972 · 
Innsbruck 1976 · 
Lake Placid 1980 · 
Sarajevo 1984 · 
Calgary 1988 · 
Albertville 1992 · 
Lillehammer 1994 · 
Nagano 1998 · 
Salt Lake City 2002 · 
Turijn 2006 · 
Vancouver 2010 · 
Sotsji 2014 · 
Pyeongchang 2018 · 
Peking 2022 
Lijst van olympische medaillewinnaars